# 林華 (隆慶進士)
林華（1532年—？），字原積，廣東瓊州府文昌縣人，民籍，明朝政治人物。

## 生平
嘉靖四十年（1561年）辛酉科廣東鄉試第十五名。隆慶二年（1568年），登戊辰科會試第二百一名，三甲第三百零一名進士。授南京户部主事。

## 家族
曾祖林文燦，壽官；祖父林士賢，監生；父林鳴鸞，母雲氏。严侍下。